# Онано
Она̀но (на италиански: Onano) е село и община в Централна Италия, провинция Витербо, регион Лацио. Разположено е на 510 m надморска височина. Населението на общината е 1040 души (към 2010 г.).